# Soroc de viață și soroc de moarte
Soroc de viață și soroc de moarte (A Time to Love and a Time to Die; Timpul de-a iubi și timpul de-a muri) este un film de război dramatic Eastmancolor CinemaScope din 1958 regizat de Douglas Sirk⁠(d) și cu John Gavin și Liselotte Pulver în rolurile principale. Bazat pe cartea romancierului german Erich Maria Remarque și având loc pe Frontul de Răsărit și în Germania nazistă, spune povestea unui tânăr soldat german care este revoltat de conduita armatei în Rusia și de a Partidului Muncitoresc Național-Socialist German în Germania.

## Rezumat
Într-o unitate de infanterie germană care se retrage din Rusia în primăvara anului 1944, conștiința lui Ernst Graeber este revoltată de execuția civililor capturați. Are parte de prima sa permisie din ultimii doi ani, așa că se întoarce și își găsește casa familiei bombardată și părinții lui dispăruți. Se duce la casa medicului familiei sale pentru a afla vești despre părinți. Aici, fiica medicului, Elizabeth, îi spune că tatăl ei se află într-un lagăr de concentrare din cauza unei remarci că Germania pierde războiul. Bombardamentele aliate continuă ziua și noaptea.
Un vechi prieten de școală, care este acum șeful local (Gauleiter) al Partidului Nazist, îi oferă lui Ernst cazare, mâncare, băutură și femei. Dar îl refuză și preferă să stea cu camarazii săi, soldații cazați într-un spital, și să se apropie de Elizabeth. Cei doi merg la un restaurant de lux încă deschis, care este distrus în acea noapte de bombe.
Amândoi singuri pe lume, sunt de acord să se căsătorească imediat, dar casa familiei Elisabetei este distrusă de bombe și se refugiază într-o biserică în ruine. Pentru Elizabeth sosește o citație pentru a se prezenta la sediul Gestapo, dar Ernst o interceptează și se duce fără știrea ei, ca soț. I se dă cenușa tatălui ei, pe care o îngroapă în secret în curtea bisericii. În vizită la fostul său profesor, care îi ajută pe evrei să se ascundă, i se spune că nu există nicio scuză pentru crimele armatei germane împotriva rușilor și ale statului german împotriva propriilor cetățeni. Ernst și Elizabeth găsesc cazare pentru restul permisiei.
Revenind pe front, se întâlnește cu un camarad care este un nazist înflăcărat pe cale să împuște civilii capturați. Când cei doi rămân singuri, el îl ucide pe celălalt soldat și le spune civililor să fugă. Unul dintre ei ia pușca mortului și îl împușcă mortal pe Ernst. Nu terminase de citit o scrisoare de la Elisabeta, în care îl anunța că ea așteaptă să nască copilul lor.

## Distribuție
- John Gavin - Ernst Graeber

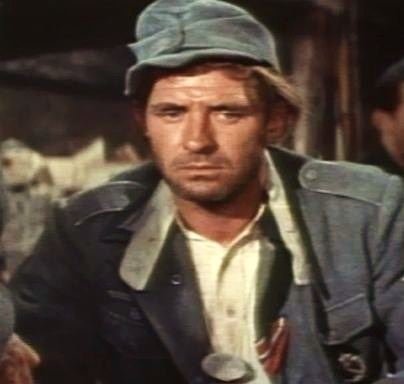
Jock Mahoney ca Immerman

- Liselotte Pulver - Elizabeth Kruse, căsătorită Graeber
- Jock Mahoney⁠(d) - Immerman
- Don DeFore⁠(d) - Hermann Boettcher
- Keenan Wynn - Reuter
- Erich Maria Remarque - Professor Pohlmann
- Dieter Borsche⁠(d) - Captain Rahe
- Barbara Rütting⁠(d) - Woman Guerrilla
- Thayer David⁠(d) - Oscar Binding
- Charles Régnier⁠(d) - Joseph
- Dorothea Wieck⁠(d) - Frau Lieser
- Kurt Meisel⁠(d) - Heini
- Agnes Windeck⁠(d) - Frau Witte
- Clancy Cooper⁠(d) - Sauer
- John van Dreelen⁠(d) - Ofițer politic
- Klaus Kinski - Locotenent Gestapo
- Alice Treff⁠(d) - Frau Langer
- Alexander Engel⁠(d) - Mad Air Raid Warden
- Jim Hutton⁠(d) - Hirschland (ca Dana J. Hutton)

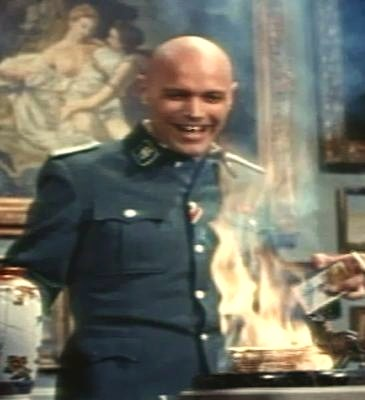
Kurt Meisel ca Heini

- Bengt Lindström⁠(d) - Steinbrenner

## Producție
Remarque l-a cunoscut pe Sirk în 1954 și regizorul l-a convins pe scriitor să-și adapteze propriul roman pentru ecran. („Am descoperit că este un om extraordinar de înțelegător și capabil”, a spus Remarque. „Știa ce vrea să facă cu cartea mea”. Fiul lui Sirk, actorul Klaus Detlef Sierck⁠(d) (1925–1944), a murit în Ucraina ca soldat al diviziei Panzer-Grenadier-Division Großdeutschland, la 18 ani.
Universal a decis să distribuie în rolurile principale doi actori relativ necunoscuți.
La un moment dat, Ann Harding⁠(d) urma să joace un rol.
Filmările au avut loc în Berlinul de Vest, din care Sirk fugise cu peste 20 de ani înainte și în zona de antrenament a  Armatei SUA în Europa de la Grafenwöhr. Filmările interioare au fost filmate la studiourile Spandau ale CCC Film din Berlin.
Decorurile filmului au fost proiectate de regizorii artistici Alexander Golitzen⁠(d) și Alfred Sweeney⁠(d). Gavin a fost însoțit de soția sa cu care tocmai se căsătorise și au folosit filmul ca o oportunitate pentru luna de miere.
Coloana sonoră a fost compusă de Miklós Rózsa, acesta a fost împrumutat de la MGM, unde era compozitorul principal timp de peste un deceniu.
Universal a organizat pentru critici o avanpremieră înainte de lansarea filmului. La aceasta a participat și Hedda Hopper⁠(d) care a prezis că Gavin „va lua publicul cu asalt, la fel și filmul, care ar trebui să-l aducă pe el și pe colegul său, Lilo Pulver, în top zece”.
Universal a susținut public că filmul a costat 5 milioane de dolari americani, dar președintele Universal Milton Rackmil⁠(d) a negat că au cheltuit vreodată această sumă pentru vreun film.

## Recepție
Los Angeles Times a spus că filmul nu a fost la fel de bun ca Nimic nou pe frontul de vest, dar a fost „viu, uneori brutal de șocant și emoționant”.
Filmul este recunoscut de Institutul American de Film în următoarele liste:
- 2002: AFI's 100 Years...100 Passions – Nominalizat [12]

### Box office
Filmul era de așteptat să fie cea mai bună producție Universal a anului  și a câștigat 1,6 milioane de dolari în cinematografele din Statele Unite și Canada. A fost unul dintre cele mai populare filme ale anului în Franța.  Kinematograph Weekly l-a enumerat ca fiind „pe profit” la box office-ul britanic în 1958.

## Premii
Nominalizări
- Premiul Oscar: cel mai bun mixaj sonor (Leslie I. Carey⁠(d)) (1959) [14]
- Festivalul de Film de la Berlin: Ursul de Aur (1958)[15]